# Torricola
Torricola är Roms tjugoförsta zon och har beteckningen Z. XXI. Zonen är uppkallad efter Casale di Torricola, ett slott uppfört på 1500-talet. Zonen Torricola bildades år 1961.

## Arkeologiska lokaler
- Via Appia
- Casal Rotondo
- Villa dei Quintili
- Acquedotto della Villa dei Quintili
- Gravmonument vid Villa dei Quintili
- Domus della Tenuta di Santa Maria Nova
- Sepolcro dei Quintili
- Sepolcro dei Curiazi
- Sepolcri degli Orazi
- Sepolcro in calcestruzzo
- Sepolcro di Settimio Galla
- Sepolcro a torre
- Tomba dei fasci consolari
- Sepolcro della statua
- Sepolcro di Minucia
- Kolumbarium vid Via Appia Antica
- Torre Selce
- Castello dei Conti di Tuscolo
- Medeltida torn vid Via di Torricola Nuova
- Torn vid Villa dei Quintili

## Övrigt
- Monumento per i caduti della strada, Via Appia Nuova
- Parco regionale dell'Appia antica
- Casale con torre della Tenuta di Santa Maria Nova
- Casale di Torricola
- Casale della Sergetta
- Osteria delle Corse

## Kommunikationer
- Järnvägsstation Torricola, linje FL7 och FL8